# عبد الأمير جعفر الأرشدي
عبد الأمير جعفر أرشدي (1935 - 1989) كاتب وشاعر عراقي - إيراني. ولد في مدينة كربلاء ونشأ بها وببغداد. حصل على دبلوم في العلوم والهندسة الكهربائية من اليابان، ونال شهادة في هندسة التلفزيون والإلكترونيك من الأردن. هاجر إلى إيران عام 1974. عمل في هندسة الكهرباء وأجهزة الراديو والتلفزيون، وزاول شيئًا من المهن الحرة، كما عمل أمينًا لمكتبة عامة في ضواحي طهران. توفي فيها. له ديوانان قناديل السحر 1991، ونحل وعسل مخطوط ومؤلفات مطبوعة ومخطوطة.

## سيرته
ولد عبد الأمير بن جعفر الأرشدي في مدينة كربلاء عام 1935. تلقى تعليمه الابتدائي فيها 1947، وأنهى دراسته الثانوية في مدارس بغداد في 1952. حصل على دبلوم في العلوم والهندسة الكهربائية من اليابان، ونال شهادة في هندسة التلفزيون والإلكترونيك من الأردن. هاجر أو هُجِّر من العراق إلى إيران عام 1974. عمل في هندسة الكهرباء وأجهزة الراديو والتلفزيون، وزاول شيئًا من المهن الحرة، كما عمل أمينًا لمكتبة عامة في ضواحي طهران.

توفي في طهران في 1989.

## شعره
ذكره عبد العزيز البابطين في معجمه وقال «ما أتيح من شعره تغلفه نزعة تأملية قوامها التفكر في تدابير الله تعالى (وله في هذا أرجوزة)، ومراجعة معاناته الذاتية، له شعر يعبر فيه عن اعتزازه بأولاده وحبه لهم، وآخر في قسوة الحياة في المنفى على أولاده. لغته يسيرة متدفقة، وخياله نشيط. التزم الوزن والقافية مع ميله إلى التنويع والتجديد.»

## مؤلفاته
له مجموعة مقالات وقصائد في جريدة التآخي وجريدة نداء الوطن منذ 1960 حتى تقاعده في 1967. من مؤلفاته:
- قصة اكتشاف الكهرباء، 1960
- الإسلام ودسائس الإستعمار
- التفوق العلمي في الإسلام، 1990
- الصراع بين الإسلام والاستعمار، مخطوط
- في رحاب الإسلام، مخطوط
- الإسلام وجرائم الحكام، مخطوط
- قناديل السَّحَر، ديوان شعر